# زنان ارمنی در ایران
زنان ارمنی در ایران همانند وضعیت اجتماعی سایر زنان در ایران در طول دوره‌های مختلف تاریخی و فرهنگی متفاوت بوده‌است. زنان ارمنی در حفظ وجود، تنازع بقاء، ایجاد شرایط برای زندگی کودکان و خانواده، ایجاد شرایط مجدد برای بقا و استمرار خانواده، دستیابی به منابع اقتصادی، بازتولید اعضای خانواده، نجات سنت خانواده ارمنی و منطبق کردن آن‌ها با جنبه‌های ویژه فرهنگی سیاسی و جغرافیایی اسکان جدید از جمله مسوولیت‌های زن ارمنی در دوران مهاجرت بوده‌است.
زنان ارمنی بعد از دوران مهاجرت نقش اساسی در سیاست، علم و دانش، موسیقی، سینما، نقاشی، تئاتر، چاپ و نشر، معماری و شرکت در جنگ ایران و عراق و غیره داشتند.

## زنان پیشگام ارمنی ایرانی
- برسابه هوسپیان، پایه‌گذار نخستین کودکستان ایران
- آلنوش طریان، مادر نجوم و بانوی اختر فیزیک ایران
- نکتار پاپازیان، اولین معماران زن ایرانی
- دیانا آبکار، نخستین زن سیاستمدار (سفیر)
- لیلیت تریان، مادر مجسمه‌سازی ایران
- یلنا آودیسیان، بنیانگذاران هنر باله زنان در ایران
- لی‌لی لازاریان، اولین طراح رقص در ایران
- ساتنیک آقابابیان، نخستین خواننده اپرا زن ایرانی
- مادام سیرانوش، اولین بازیگر زن تاریخ سینمای ایران
- وارتو طریان، اولین هنرپیشه و کارگردان تئاتر ایران
- هاسمیک هاراطونیان، نخستین زن جراح پلاستیک
- مریم اوهانجانیان، نخستین زن دندان‌پزشک ایران در شهر تبریز
- آنیک استپانیان، نخستین زن دندان‌پزشک تهران
- قایچوک وارطانیان، نخستین زن داروساز و دکترای داروسازی ایران در شهر تبریز
- جما مرادخانیان، نخستین زن متخصص زنان و زایمان ایران (زایمانی بی درد)

## پوشاک زنان ارمنی
- پوشاک زنان ارمنی فریدن

تنوع پوشاک زنان در سرپوش‌ها، تن‌پوش‌ها و زیورآلات و تزیینات وابسته به آنان به مراتب بیشتر از پوشاک مردان است. پوشاک زنان ارمنی منطقهٔ فریدن در تمام روستاها دارای یک شکل و الگوست. این لباس لباسی است که زنان ارمنی در زمان مهاجرت به ایران آن را به تن داشته و سال‌ها در حفظ و نگهداری آن تلاش کرده‌اند. در طول قرن‌های هفدهم تا بیستم میلادی فرهنگ بومی ارمنیان فریدن تأثیرات خواسته و ناخواستهٔ بسیاری را از فرهنگ و هنر ایرانی پذیرفته‌است.
دختران بین سنین کودکی تا اواخر نوجوانی از «چین شابیک» یا در اصطلاح پیراهن چین دار با رنگ‌های شاد و پیش بند استفاده می‌کردند. دختران هم به مانند زنان برای آرایش مو گیسوان خود را در یک یا دو رشته می‌بافتند و سپس، کلاه عرق چین سکه دوزی شده‌ای از جنس مخمل، چیت یا ابریشم بر سر می‌گذاشتند و بر روی عرق چین هم «لاچاک» (لاچاک روسری بزرگی به ابعاد ۱/۵ متر و به صورت چهارگوش بود که دختران از چیت گدار و زنان از جنس کُدَری به رنگ زرشکی با دنباله‌های بلند به سر می‌کردند) می‌انداختند. از دیگر زیورآلات آنان دستبندهایی از سکه و گلوبندهایی با مهره‌های رنگین بود. دختران فریدنی دهان خود را با «باشماخ» (باشماخ دستمالی سفید از جنس ململ بود که زنان بعد از ازدواج به صورت سه گوش بر روی چانه و دهان خود می‌بستند و آن را با بندهایی در پشت گردن محکم می‌کردند) نمی‌بستند.
دختران فریدن هنگام عروسی پس از پوشیدن لباس محلی زنانه که شامل «شابیک» ،(پیراهن را در اصطلاح محلی شابیک می‌گفتند. شابیک تن‌پوشی بود تا مچ پا، یقه گرد و دارای چاک کوچکی در قسمت جلو که معمولاً با بندینک باز و بسته می‌شد) «مینتان» (مینتان تن‌پوشی آستردار، جلوباز و یقه هفت بود که با یک دکمه (سکه) در قسمت شکم بسته می‌شد. مینتان دارای دو جیب در پهلوها، آستینی بلند و چاک بلندی تا آرنج بود که در صورت نیاز با دکمه و بندینک بسته می‌شد) و «گُگنوتس» (این تن‌پوش پیش بندی از جنس متقال به رنگ‌های قرمز عنابی و زرشکی بود که آن را بر روی مینتان می‌بستند). بود شروع به تزیین سر می‌کردند و گاه همراه با تزیینات برسر عروس «گلخی کُقر» (تور سر عروس را در اصطلاح محلی گلخی کُقر می‌گویند. گلخی کُقر پارچهٔ ترمهٔ چهار گوشی دارای ریش‌های تزیینی در چهار طرف بود که آن را هنگام عروسی به صورت سه گوش بر سر عروس می‌انداختند). دختران تنها به هنگام ازدواج مجاز به استفاده از تزیینات مخصوص زنان و عروسان بودند.
- پوشاک زنان ارمنی چهار محال و بختیاری

ارمنیان چهار حال و بختیاری شیوهٔ لباس پوشیدن و البسه‌ای با نوع و جنس مخصوص به خود داشتند. این لباس‌ها به لحاظ وزن سنگین و گران‌بها بودند.
- تن‌پوش زنان چهار محال و بختیاری شامل: «مینتان» (این تن‌پوش یکی از مشخصه‌های زنان میانسال در چهار محال و بختیاری بود و تا اوایل قرن گذشته زنان از آن استفاده می‌کردند. مینتان لباسی بود جلو باز، آستر دار و یقه هفت. بلندی آن تا نزدیک مچ پا می‌رسید و دارای چاک‌های بلند در دو طرف پهلو و آستین‌های تنگ بود)، «شرجا زگست یا چین دار» (چین دار تن‌پوشی بود که معمولاً زنان و دختران جوان آن را می‌پوشیدند. این تن‌پوش دارای آستین‌هایی تنگ بود که در قسمت مچ با دو سه دکمه بسته می‌شد. بالا تنهٔ این تن‌پوش تنگ و چسبان و در قسمت جلو دارای سجافی بلند از زیر گردن تا نزدیک کمر بود. این درز با دکمه‌ها یا سگک‌های ظریف بسته می‌شد)، «شابیک» (شابیک تن‌پوشی بود ساده که آن را در زیر چین دار می‌پوشیدند. زنان و دختران جوان از شابیک‌های کوتاه استفاده می‌کردند که قد آن تا روی باسن بود و زنان مسن اغلب شابیک‌های بلند می‌پوشیدند که تا مچ پا بود)، «اوبگا» (اوبگا حکم زیرپوش یا زیر دامنی را داشت که آن را زیر شابیک می‌پوشیدند)، «گُگنوتس» (پیش بند یا به اصطلاح گوگنوتس را زنان روی چین دار می‌بستند)، «کولاجا» (کولاجا بالاپوشی بود آستردار، بلندی ای تا زیر زانو و آستین‌های کوتاه تا آرنج)، «تونبان» (تونبان را ازکتان سفید می‌دوختند. قسمت بالایی آن از قنایز و قسمت پایین آن از جنس کتان معمولی دوخته می‌شد)، «آرخالوق» (آرخالوق نیم تنه یا کتی بلند بود که آن را بر روی شابیک می‌پوشیدند)، «تاگالا» (این تن‌پوش شبیه آرخالوق و بلندی آن تا مچ پا بود و در قسمت جلو با دکمه یا سگک محکم می‌شد).
- پوشش سر زنان چهار محال و بختیاری شامل: «شوشداک» (شوشداک شبیه پوشش سر روحانیان ارمنی بود)، «دکالاچیک» (دکالاچیک سرپوشی از جنس کتان، به رنگ سفید و سه گوش بود که آن را بر روی شوشداک می‌بستند)، «بالیش یا بارتس گود» (این سربند شامل بالش کوچکی بود از جنس چلوار که داخل آن را از پنبه پر می‌کردند و آن را بر روی فرق سر قرار می‌دادند و با بندهایی در زیر چانه محکم می‌کردند)، «گود» (گود کلاهی بود به شکل استوانه)، «یاخشام یا یامشاق» (یاخشام دستمالی چهار گوش به رنگ سفید از جنس ململ بود که زنان چانه و دهان خود را با آن می‌بستند و با بندهایی آن را در پشت گردن محکم می‌کردند)، «دنچگال» (گاهی زنان برای تزیین دستمالی رنگین و گلدار بر روی پارچهٔ سفید یامشاق می‌بستند)، «گرلیک یا کرلیک» (این سرپوش از انواع پارچه‌ها به دلخواه تهیه می‌شد و آن را بر روی بالیش می‌بستند)، «لاچیک» (لاچیک روسری بزرگی به ابعاد ۱/۵متر بود که آن را بر روی دگالاچیک و گود می‌بستند و سپس از زیر چانه عبور می‌دادند و در بالای سر گره می‌زدند).
- زینت آلات زنان چهارمحال و بختیاری شامل: «گودی»(شال کمر یا گودی را زنان خانواده‌های کم درآمد بر روی مینتان می‌بستند)، «کامار»(کمربند یا در اصطلاح کامار کمربندی بود از جنس نقره که زنان طبقهٔ مرفه بر روی مینتان می‌بستند)، «وزنوتس»(گردن بند یا در اصلاح محلی وزنوتس)، «پونج او بِجاک»(این وسیلهٔ تزیینی شامل بندی از مهره‌های سنگی و نقره بود)، «یرس نُتس»(این زینت شامل بندی از گوی‌های ملیله کاری و مشبک کاری شدهٔ ریز و درشت از جنس نقره بود که با گیره‌هایی به بالیش وصل می‌شد)، «جدنُتس»(جدنتس گردن بندی بود شامل دو ردیف زنجیر با بیست سکهٔ دو ریالی. این گردن بند را معمولاً زنان میان سال استفاده می‌کردند).

## نقش زنان ارمنی در جنبش مشروطه و روند مدرنیزاسیون
در جریان جنبش مشروطه ایران، زنان ارمنی ایرانی در جنبش زنان مشارکت کردند، به ویژه کوشش آنان در جلب توجه زنان ایرانی به مسائل زنان، افزایش سطح آگاهی آن‌ها نسبت به وضعیت زنان و به‌طور کلی افزایش هوشیاری آن‌ها دیده می‌شود. زنان داشناک دو کمیته به نام‌های «امید» و «رنگین کمان» تشکیل دادند. هر دو گروه تلاش کردند تا در زمینه سیاست، مسائل حزبی، اصول مشروطیت در مورد مسائل زنان، حق‌الارث و بهداشت زنان را تحت آموزش قرار دهند. آن‌ها با کمک یکدیگر شاخه‌ای از صلیب سرخ را تشکیل دادند. درآمد گروه از سوی اعضای خود گروه و فعالیت‌هایی مانند نمایش و سخنرانی که درآمدشان به نفع انجمن صرف می‌شد، عاید می‌شد. این گروه همچنین مجوز انتشار روزنامه‌ای را با نام «شکوفه» از سوی دولت ایران دریافت کرد که به مسائل زنان می‌پرداخت.
میرزا ملکم خان می‌نویسد:، زنان «آموزگاران کودکان و از این پس سازندگان کشور» شناخته می‌شوند.

## انجمن‌های زنان ارمنی

### انجمن خیریه زنان ارمنی

گروهی از اعضای انجمن خیریه بانوان ارمنی، ۱۹۵۸ میلادی

انجمن خیریهٔ بانوان ارمنی تهران در مهر ۱۲۸۴ خورشیدی به قصد یاری‌رسانی به مدرسهٔ ارمنیان هایکازیان تهران (تأسیس ۱۲۴۹ خورشیدی) و کمک به مستمندان و نیازمندان، بنیان‌گذاری شد و با سابقه‌ترین انجمن فعال ارمنیان در تهران است.
اهداف اولیهٔ انجمن عبارت بود از:
- کمک مالی به مدرسهٔ ارمنیان و تأمین آب آشامیدنی و سوخت آن
- تأمین لباس، نوشت‌افزار و خوراک دانش آموزان نیازمند
- تأسیس دبیرستان و هنرستان دختران
- کمک مالی به خانواده‌های نیازمند، کودکان یتیم، زنان بیوه و از کار افتادگان، تأمین دارو و درمان آنان و هزینهٔ خاک سپاری مستمندان
- تأمین سر پناه برای مهاجران ارمنی از ترکیه.

دختران و زنان ارمنی هیجده سال و بالاتر می‌توانستند به عضویت این انجمن در آیند. منابع مالی برای تحقق اهداف انجمن شامل حق عضویت اعضا، اعانات و هدایای نقدی افراد، برنامه‌های درآمدزا مانند فروش کارهای دستی بانوان و سود وجوه سپرده بود.
انجمن در اردیبهشت ۱۳۲۵ خورشیدی، با شمارهٔ ۱۳۹ به ثبت رسید. در ۱۳۲۹ خورشیدی انجمن خیریهٔ بانوان ارمنی در محوطهٔ کلیسای سورپ گئورگ، خانهٔ سالمندان کلیسا را تأسیس کرد و سالمندان بی‌خانمان را در آن اسکان داد. در ۱۳۵۷ خورشیدی، انجمن خیریهٔ بانوان ارمنی «آسایشگاه سالمندان سوسه مایریک» را راه‌اندازی کرد؛ این آسایشگاه در مهر ۱۳۵۸ خورشیدی افتتاح شد.

### انجمن بانوان ارمنی
انجمن بانوان ارمنی در ۱۳۱۸ خورشیدی پایه‌گذاری شد؛ پایه‌گذاران آن نه تن از دختران دانش آموز «دبیرستان نوربخش» بودند. اهداف انجمن با نیازهای وقت جامعه هماهنگ بود و فعالیت‌های آن در زمینه‌های گوناگون آموزشی، فرهنگی و اجتماعی گسترش یافت و بسیاری از بانوان فرهیختهٔ جامعهٔ ارمنی به عضویت آن درآمدند یا مدیریت آن را بر عهده گرفتند. برخی از فعالیت‌های انجمن بانوان ارمنی شامل:(در زمینه‌های آموزشی فعالیت انجمن بانوان ارمنی با آموزش زبان ارمنی به دانش آموزان آغاز شد. با بازگشایی مدارس ارمنی در ۱۳۲۱ خورشیدی انجمن در کنار هیئت امنای مدارس ارمنی به تأمین شهریه و رفع تنگناهای تحصیلی بسیاری از دانش آموزان نیازمند این مدارس و دیگر مدرسه‌ها پرداخت. در ۱۳۴۰ خورشیدی از سوی شورای خلیفه گری ارمنیان تهران مدرسهٔ عالی زبان و ادبیات ارمنی، راه‌اندازی شد. در زمینهٔ فرهنگی و هنری انجمن بانوان ارمنی به تشویق هنرمندان، فراهم آوردن امکانات برای نمایش و عرضهٔ هنر آنان به جامعه، برگزاری جلسات سخنرانی، بزرگداشت بانوان برجستهٔ ارمنی و چهره‌های فرهنگی و هنری و برپایی نمایشگاه‌هایی از آثار هنری، کارهای دستی و پوشاک سنتی، انتشار کتاب‌هایی از آثار بانوان در زمینه‌های گوناگون و تشکیل کلاس‌های آموزشی)

### انجمن بانوان دوستدار کلیسا
به منظور مساعدت زنان در ادارهٔ امور کلیساها، از گروهی از بانوان دعوت به عمل آمد و در ۱۳۰۷ خورشیدی انجمن بانوان دوستدار کلیسا بنیان‌گذاری و هیئت مدیره‌ای مرکب از هفت نفر، به ریاست شخصی به نام «ویکتوریا پادماگریان»، برگزیده شد. بنا به اساسنامهٔ انجمن، بخشی از امور کلیسای سورپ گئورگ و کلیسای تادئوس و بارتوقیمئوس مقدس، از قبیل تزیینات داخلی کلیساها، فروش شمع، جمع‌آوری اعانات و امداد مستمندان به آن سپرده شد. عواید انجمن از حق عضویت، اعانات و نمایش فیلم حاصل می‌شد.
در اساسنامهٔ انجمن بانوان دوستدار کلیسا، در شرح اهداف آن، آمده‌است:
«کمک به تزیین فضای درونی کلیساها، برگزاری سخنرانی یا اجتماعات در موضوعات دینی و اخلاقی برای تقویت روحیهٔ وابستگی به کلیسای حواری ارمنی در خانواده‌ها، تقویت سنن و مقدسات در جامعهٔ ارمنیان تهران، تقبل شهریهٔ دانش آموزان بی بضاعت. کمک به افراد مستمند و بسیار نیازمند. مساعدت در چاپ نشریات دینی و اخلاقی.»

## نقش زنان ارمنی در آموزش
زنان ارمنی پیشگامان تأسیس مراکز آموزش و پرورش پیش دبستانی و تدوین برنامه‌های آموزشی و تربیتی در ایران بوده‌اند؛ آن چنان‌که تاریخچهٔ تأسیس کودکستان در ایران با نام بانوان ارمنی گره خورده‌است، بانوانی نظیر «وارواره کانانیان»، پایه‌گذار نخستین کودکستان ایران به نام «کانانیان» در ۱۲۷۹ خورشیدی در اصفهان؛ «شوشانیک چشمکیان (خان آزاد)»، پایه‌گذار کودکستان «قازاروس آقایان» در ۱۲۸۰ خورشیدی در تبریز؛ «مارگاریت هاروتونیان (سارواریان)»، پایه‌گذار کودکستان «مانکاکان پالاد» در ۱۲۸۹ خورشیدی در تهران و برسابه هوسپیان، پایه‌گذار نخستین کودکستان دارای مجوز رسمی از وزارت معارف وقت در ۱۳۱۰ خورشیدی؛ و «البیس فراهیان» در ۱۳۲۱ خورشیدی با حمایت شورای خلیفه‌گری ارامنه تهران و هیئت سرپرستی مدرسهٔ کوشش داودیان سنگ بنای «کودکستان کوشش» را بنا نهاد.

کودکستان برسابه هوسپیان، اولین کودکستان ایرانی در سال ۱۳۱۰
معلم و دانش اموزان مدرسهٔ هایکازیان، ۱۹۱۴–۱۹۱۵ و ۱۹۲۱–۱۹۲۲

## زنان ارمنی در سیاست

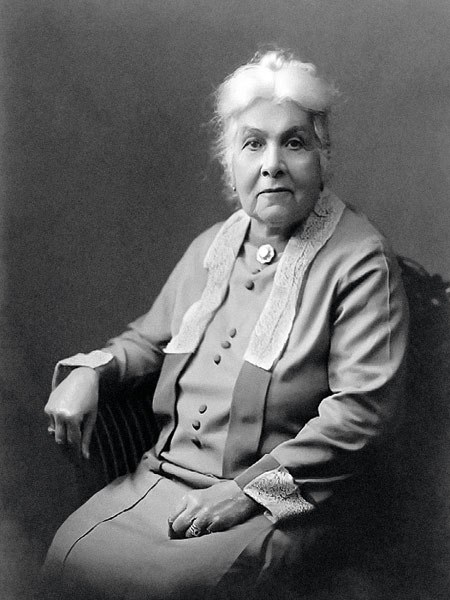
دیانا آبکار نخستین زنی است که نامش در جهان به عنوان سیاستمدار به ثبت رسیده‌است

دیانا آبکار نخستین زنی است که نامش در جهان به عنوان سیاستمدار به ثبت رسیده‌است او سفیر دولت ارمنستان در ژاپن بود. وی در ۱۷ اکتبر ۱۸۵۹ میلادی، در یک خانوادهٔ ارمنی، در رانگون، متولد شد. پدرش هوُانس آقابِک از ارمنیان ایران بود که پس از ازدواج با زمروخت آوِتومیان، دختری از ارمنیان شیراز، برای گسترش فعالیت‌های بازرگانی خود اصفهان را ترک و تجارتخانهٔ خود را در برمه تأسیس کرد. آبگار نیز، در ۱۸۹۱ میلادی، به همراه دیانا و دختر چند ماهه‌شان، رانگون را ترک گفتند و در کوبه ژاپن مستقر شدند و تجارتخانهٔ جدید خود را به همراه مهمانخانه‌ای در این شهر بندری تأسیس کردند.
دیانا یک سال پس از اقامت در کوبه نخستین رمان خود را با نام (سوزان) منتشر ساخت. چندی بعد نیز رمان دوم خود را به نام (داستان‌های خانگی جنگ)، در مورد مردم ژاپن، به چاپ رساند.
دیانا، که هفتمین و آخرین فرزند خانوادهٔ آقابک بود، تحصیلات خود را در مدارس ارمنیان کلکته به پایان رساند و پس از بازگشت به خانه در ۲۹ سالگی با یک جوان ارمنی اهل جلفا به نام «میکائیل آبکار»، از بازرگانان جلفای اصفهان، که به کار تجارت ابریشم بین هند و ژاپن اشتغال داشت، ازدواج کرد. دیانا آبکار، که به غیر از زبان ارمنی، به زبان‌های انگلیسی، هندی و ژاپنی تسلط کامل داشت. پس از استقلال ارمنستان، دیانا آبکار که نفوذ بسیاری در بین دولتمردان ژاپن داشت، آنان را ترغیب به شناسایی استقلال ارمنستان کرد و سرانجام در ۷ مارس ۱۹۲۰ میلادی ژاپن استقلال ارمنستان را به رسمیت شناخت و طی نامه‌ای رسمی این موضوع را به کشورهای شرکت‌کننده در کنفرانس صلح پاریس اعلان داشت.
در ۲۱ ژوئیه ۱۹۲۰ میلادی، «هامو اوهانجانیان»، وزیر امور خارجهٔ وقت ارمنستان، طی حکمی دیانا آبکار را به سمت سفیر ارمنستان در ژاپن منصوب کرد. آبکار نخستین زنی است که به این سمت منصوب شد.

## نقش زنان ارمنی در ورزش

تیم بسکتبال بانوان ارمنی‌های جلفای اصفهان در سال ۱۳۰۲خورشیدی

در طول سال‌های اخیر تیم بسکتبال بانوان آرارات به موفقیت‌های چشمگیری دست یافت و موفق شد در چهار دوره قهرمان سوپر لیگ سراسری ایران شود و بازیکنانی مانند:
«ماری عزیزیان، اِولین آواکیان، دیانا آوانسیان، مارو آوانسیان، هیلدا ملکومیان، اُدِت آقاجانیان، اِدنا عیسائیان، وانه خچومیان، وانا موسی خانیان، آیرین آرتونینان و نارینه آرتاشیان به تیم ملی راه یافتند.»
- نلی یغیایان

«اولین زن ایرانی است که قله مون بلان را فتح نموده‌است.»
- ریتا ملیکیان

«در سال ۱۳۲۷ خورشیدی در اصفهان متولد شده و در رشته دو و میدانی ۳ سال قهرمان ایران ۲۰۰ متر و ۴۰۰ متر (۱۳۴۸ تا ۱۳۵۰ خورشیدی)، و رکوردار ایران می‌باشد.»
- ماری تت

«متولد سال ۱۳۲۱ خورشیدی در تهران، او به عضویت باشگاه‌های هما و انجمن دوشیزگان ایران درآمده و مدت ده سال متوالی (۱۳۳۹–۱۳۴۹) کاپیتان تیم ملی والیبال ایران در مسابقات متعدد برون مرزی بوده‌است. در ششمین دوره مسابقات آسیایی بانکوک کاپیتان تیم والیبال بانوان ایران را به عهده گرفته و مفتخر به کسب مقام سوم و اولین مدال ورزش زنان ایران در سطح آسیا گشته‌است.»
- ژولیت گئورگیان

«متولد سال ۱۳۲۴ خورشیدی در تهران، عضو تیم ملی ایران، شرکت در المپیک توکیو (۱۹۶۴ میلادی)، هشت سال قهرمان کشور بین سال‌های (۱۳۴۰ تا ۱۳۴۷ خورشیدی) در رشته ورزشی پرتاب وزنه، دیسک و نیزه.»
- ریتا مارگاریان

«متولد سال ۱۳۲۷ خورشیدی در تهران، عضو تیم ملی ژیمناستیک و مربی تیم ملی ژیمناستیک ایران (حرکت‌های زمینی)، بین سال‌های ۱۳۵۰ و ۱۳۵۱ خورشیدی.»
- ادنا هایراپتیان

«متولد سال ۱۳۴۹ خورشیدی در تهران، عضو تیم ملی ژیمناستیک؛ مربی و داور تیم ملی ژیمناستیک ایران و دارای کارت داوری از فدراسیون ژیمناستیک آلمان در سال ۱۳۸۰ خورشیدی.»
- آلیس ماروخیان و وانوش آودیان

«عضو کوهنوردی بانوان کشور، صعود به قله دماوند و قلل البرز در سال ۱۳۳۳ و ۱۳۳۴ خورشیدی.»
- ملانی آرطون

«متولد سال ۱۳۶۴ خورشیدی در تهران، عضو تیم ملی دو و میدانی ایران، قهرمان مسابقات غرب آسیا در دوحه در دو ۴ × ۱۰۰ متر و مقام‌های چهارم در دو ۱۰۰ متر و ۲۰۰ متر.»
- هوریزاد آیوازیان

«متولد سال ۱۳۳۶ خورشیدی در اصفهان، عضو تیم ملی دو و میدانی ایران (دو ۱۵۰۰ متر) در بازی‌های آسیایی ۱۹۷۴ تهران.»

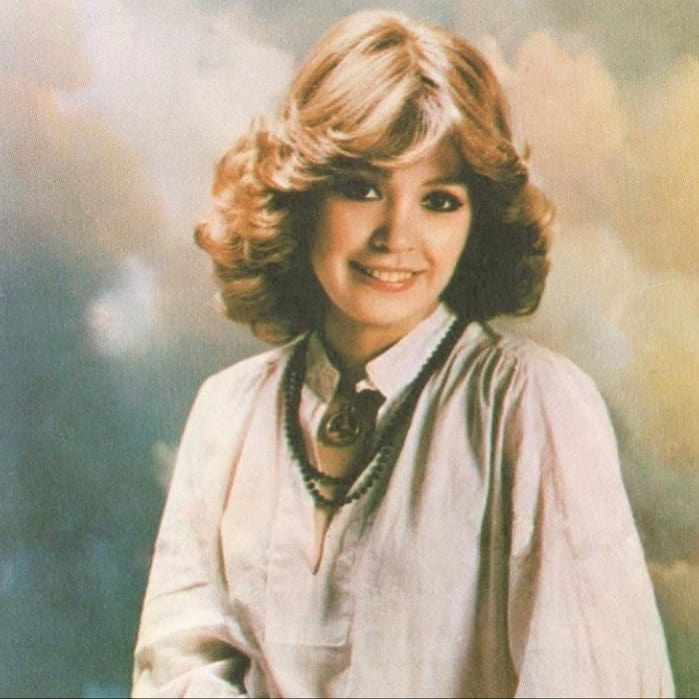
نلی یغیایان، اولین زن ایرانی است که قله مون بلان را فتح نموده‌است
ژولیت گئورگیان
ماری ترزا تت در بازی‌های آسیایی ۱۹۶۶ بانکوک

## نقش زنان ارمنی در فرهنگ

### تئاتر

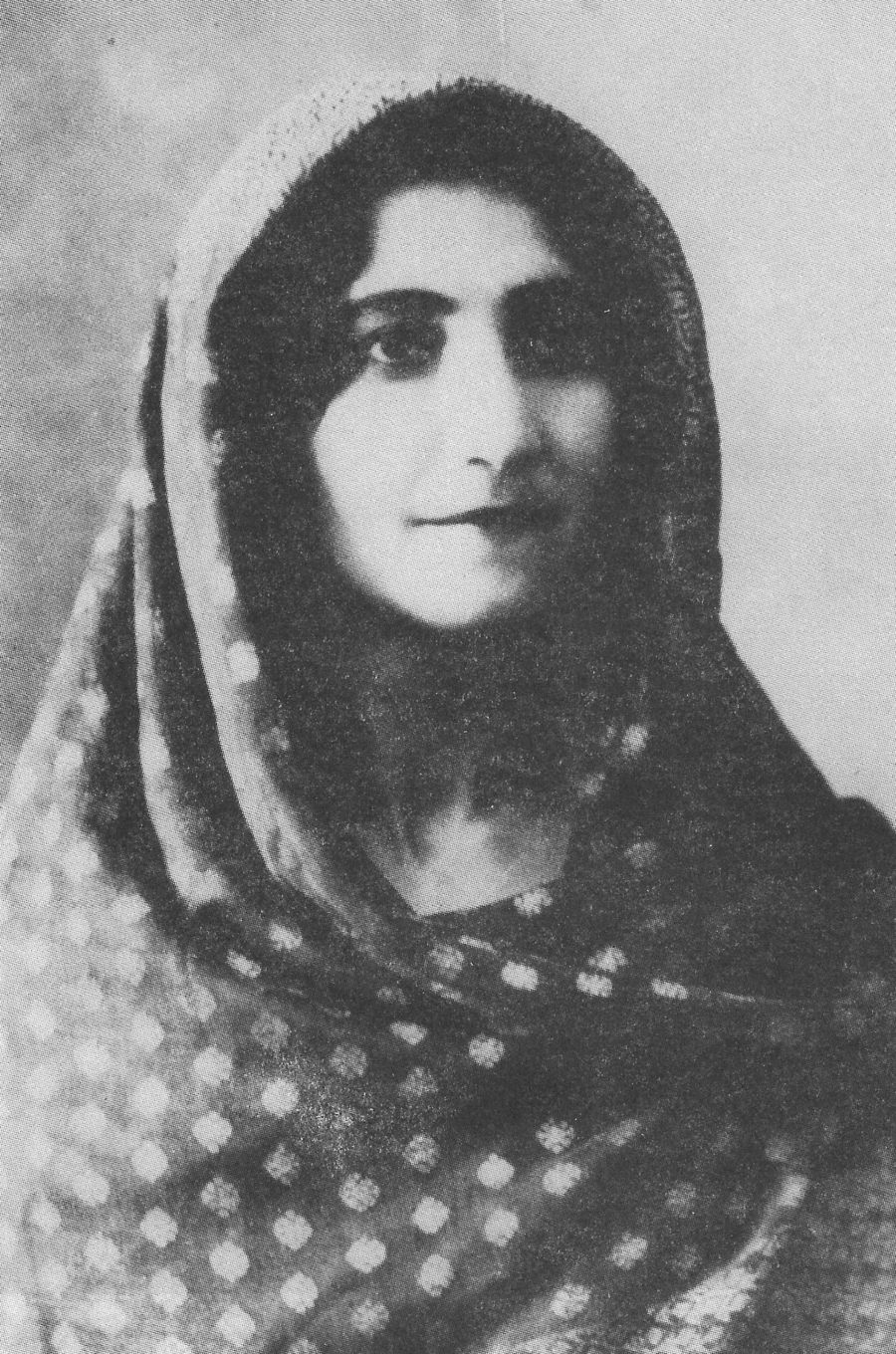
وارتو طریان

در آذربایجان همانند سایر شهرها بازیگر زن نداشتند و سعی می‌کردند نمایشنامه‌ای اجرا کنند که نقش زن نداشته باشد. نخستین زنی که بر سِن تئاتر تبریز ظاهر شد «آشخن» دختر «کشیش پاپازیان» و آموزگار مدرسه ارمنیان تبریز بود. شرکت کشیش پاپازیان به عنوان کارگردان، و دختر او به عنوان بازیگر برای عامه مردم عجیب بود. در آن زمان چون سالنی برای اجرا وجود نداشت بیشتر نمایشنامه‌ها در خانه «تیگران گورویان» که مردی ادیب و فاضل بود اجرا می‌شد. او خانه مسکونی خود را در اختیار گروه تئاتر قرار داده بود.
طی سال‌های ۱۸۸۷ و ۱۸۸۸ میلادی «آواک آواکیان» گروه تئاتری متشکل از دوازده نفر تشکیل داد و در سالن مدرسه آرامیان چند نمایشنامه با حضور والی آذربایجان اجرا کرد که بسیار مورد توجه قرار گرفت. گروه تئاتر ارمنیان تبریز برای همشهریان تُرک‌زبان خود نمایشنامه‌هایی به تُرکی اجرا می‌کرد. تلاش دوستداران هنر تئاتر بی‌وقفه ادامه داشت ولی فقط مردان مجاز به دیدن نمایش بودند و زنان اجازه حضور در سالن تئاتر نداشتند. این وضع تا حدود سال ۱۸۹۰ میلادی ادامه داشت. در ۱۸۹۱ میلادی چند تن از بانوان محلی در سالن تئاتر حضور یافتند؛ در ۱۸۹۲ میلادی گروهی از زنان آموزگار مدرسه محله لیل آباد نمایشی برای زنان ترتیب دادند و زنان تبریز برای نخستین بار موفق به دیدن نمایش شدند.
سرآغاز تئاتر تهران در سال ۱۸۷۸ میلادی (۱۲۵۷ خورشیدی) است. گروه تئاتر ابتدا نمایشنامه (اوستا بدروس) را به روی صحنه آورد و پس از چندی نمایشنامه (دو گرسنه) را اجرا کردند. در آغاز برخی با اجرای نمایش به مخالفت برخاستند ولی یکی دیگر از ارمنیان شیفته هنر به نام «هووسپ تادئوسیان خیاط باشی» بدون توجه به مخالفتهایی که می‌شد، خانه خود را در اختیار گروه تئاتر قرار داد و گروه تئاتر نمایشنامه (شوشانیگ یا دختر آسیابان) را در محل جدید اجرا کرد در تهران نیز نقش زنان را همچنان مردان به عهده می‌گرفتند.
هنرمندانی که از سال ۱۸۸۱ تا ۱۸۹۷ میلادی در تئاتر ارمنیان تهران درخشیدند عبارت بودند از:(هاروتیون ماردیروسیان، سیمولوف بدروسیان، قوکاس قوکاسیان، نرسس خان و هوسیگ پاپازیان). این افراد از بنیانگذاران تئاتر در تهران بودند. از سال ۱۸۹۸ تا ۱۹۰۰ میلادی نمایشنامه‌های (شوشانیگ، آرشاگ دوم، نرسس کبیر، خاک‌های سیاه و یک سری تراژدی) بر روی صحنه آورده شد. پس از اجرای هر تراژدی یک کمدی نمایش می‌دادند. در این دوره نمایشنامه‌های مولیر بسیار مورد توجه و استقبال مردم قرار می‌گرفت. «وارتیتر» و «هرانوش فلیگیان»، دو خواهر هنرمند که در سال ۱۹۰۱ میلادی در تبریز ایفای نقش می‌کردند، در سال ۱۹۰۲ میلادی به تهران آمدند و گروه تئاتر بانوان تهران را تشکیل دادند. آن دو در سال‌های ۱۹۰۲ و ۱۹۰۳ میلادی چندین نمایشنامه به روی صحنه آوردند. گروه تئاتر مزبور به دربار مظفرالدین‌شاه قاجار دعوت شدند. هنرنمایی آن‌ها در دربار مورد تحسین قرار گرفت و به آنان هدایی داده شد. آن دو خواهر در سال ۱۹۰۳ میلادی به مصر رفتند.
مجمع عمومی انجمن خیریه زنان ارمنی تهران در سال ۱۹۱۶ میلادی برای انتخاب اعضای هیئت مدیره تشکیل گردید. در آن جلسه تصمیم گرفته شد برای کودکان ارمنی تهران کودکستان دایر کنند. چون برای گشایش کودکستان به پول نیاز بود، در مجمع مزبور پیشنهاد شد که نمایشنامه‌ای برای کسب درآمد به روی صحنه آورده شود. از «هوهانس توماسیان» که از پیشکسوتان تئاتر ارمنیان تهران بود برای همکاری دعوت به عمل آمد. او اپرت (آرشین مال آلان) را برای اجرا برگزید. چون قرار بود که این اپرت برای دوشیزگان و بانوان تهران نمایش داده شود کلیه نقش آفرینان آن را از میان اعضای انجمن خیریه زنان ارمنی تهران انتخاب کردند. (اپرت نمایش اپرایی کوچکی است که ارکستر با آن همراهی می‌کند و آهنگ‌های عامیانه و تفریحی سبک می‌نوازد و جنبه شوخ و شاد دارد).
سال ۱۹۲۰ میلادی نقطه عطفی برای تئاتر تهران بود. در این سال علاوه بر برادران «ایپیگیان»، زوج «وارتو طریان» و «آرتو طریان» و زوج «مارگو و میشا گوستانیان» بر صحنه تئاتر ظاهر شدند و به هنرنمایی پرداختند. تا سال ۱۹۲۰ میلادی گروه‌های تئاتر ارمنیان تهران به‌طور مجزا نمایشنامه اجرا می‌کردند ولی در این سال هنرمندان ارمنی همراه با سایر هم میهنان ایرانی خود گروه‌های تئاتر تشکیل دادند و حرکتی نو در تئاتر تهران به وجود آوردند. آنان با نمایشنامه‌هایی که خصوصاً آرتو و وارتو طریان در کلوپ (ایران جوان) به روی صحنه می‌آورد، به گواهی جراید آن روزگار تهران جهشی در تئاتر تهران به وجود آوردند.

### سینما
از بازیگران مشهور زن ارمنی می‌توان به:
(ایرن زازیانس، آنیک شفرازیان، لوریک میناسیان، ساتنیک آقابابیان معروف به ساتو پری، مری آپیک، مادام سیرانوش، آسیا قسطانیان، لرتا هایراپتیان و آپیک یوسفیان) نام برد.

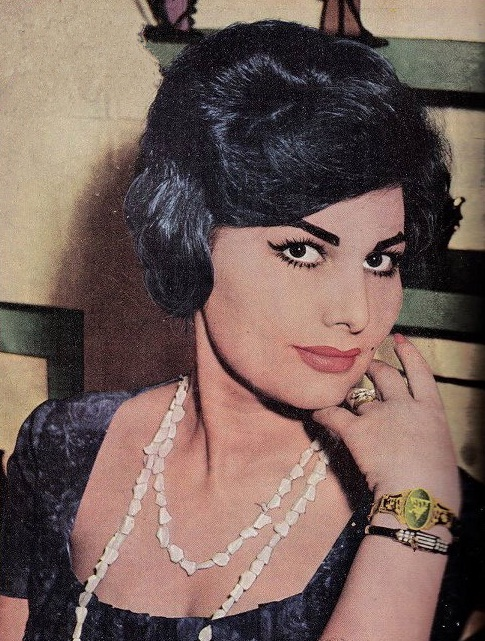
ایرن زازیانس
آسیا قسطانیان
آپیک یوسفیان
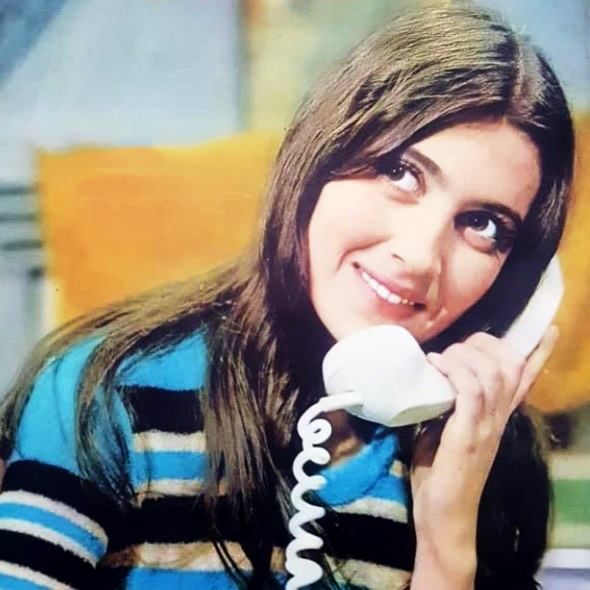
مری آپیک
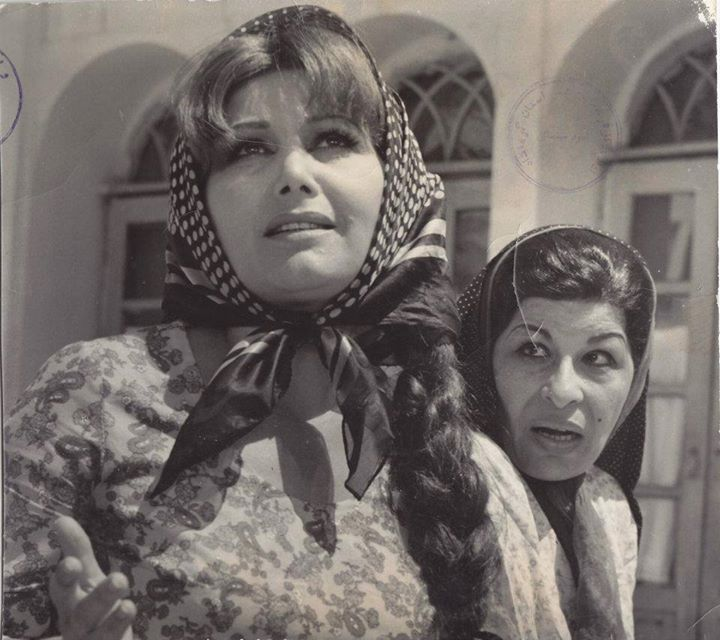
ایرن و اختر کریمی زند در فیلم اکبر دیلماج

### ادبیات و نویسنده
- ژانت د. لازاریان

بانوی پژوهشگر، روزنامه‌نگار و گالری‌دار. ژانت لازاریان علاوه بر فعالیت‌های هنری و مطبوعاتی، نویسنده کتاب (دانشنامه ایرانیان ارمنی) بود.
- زویا پیرزاد

در سال ۱۳۸۰ خورشیدی با رمان «چراغ‌ها را من خاموش می‌کنم» جوایز مهمی همچون بهترین رمان سال (پکا)، بهترین رمان سال بنیاد هوشنگ گلشیری، کتاب سال وزارت ارشاد جمهوری اسلامی و لوح تقدیر جایزه ادبی یلدا را به دست آورد و با مجموعه داستان کوتاه «طعم گس خرمالو» یکی از برندگان جشنواره بیست سال ادبیات داستانی در سال ۱۳۷۶ خورشیدی و جایزه (کوریه انترناسیونال) در سال ۲۰۰۹ میلادی شد. وی از معدود نویسندگان ایرانی است که تمام آثارش به فرانسوی ترجمه شده‌است.
- زویا زاکاریان

نمایشنامه‌نویس و ترانه‌سرا، زاکاریان به جز ترانه‌سرایی، در زمینه نمایشنامه‌نویسی نیز دارای آثاری است. خود او دربارهٔ نمایشنامه‌هایش می‌گوید: «در آمریکا ۶ نمایشنامه نوشته‌ام که یکی از آن‌ها به نام قصه‌های آقا جمال، محبوبیت بسیاری پیدا کرد و ۹ ماه روی صحنه بود.» در سال ۱۳۸۱ خورشیدی، دکتر ماندانا زندیان، که خود اکنون در آمریکا اقامت دارد، به جمع‌آوری و تنظیم ترانه‌های زویا زاکاریان پرداخت و گزیده‌ای از آن آثار را با نظارت شاعر در مجموعه‌ای به نام «طلوع از مغرب» در ایران منتشر کرد.
- آرپی الکساندر

متولد شهر اصفهان، عضو انجمن نویسندگان جمهوری ارمنستان
- رزمری هارطونیان

نویسنده کتاب (آروسیاک بازمانده خوی)، متولد شهر تهران. وی در دبیرستان انوشیروان دادگر درس خواند و سال‌ها به آموختن زبان و هنر پرداخت. سپس، به رشتهٔ مجسمه‌سازی دانشکده هنرهای زیبای دانشگاه تهران راه یافت. پس از دو سال به آمریکا رفت و در رشتهٔ نقاشی کالج هنر مریلند تحصیل هنر را تکمیل کرد و به تهران بازگشت و هم‌زمان تحصیل در رشته‌های زبان انگلیسی و آلمانی دانشکده زبان دانشگاه تهران را به پایان رساند. پس از آن، به تدریس در دانشکده نوبنیاد تعاون و دانشگاه ملی (شهید بهشتی کنونی) و آموزشکده زبان ستاد نیروی هوایی پرداخت. مدتی نیز سرپرستی دانشجویان دانشکده تعاون را عهده‌دار شد. وی در دانشگاه سوربُن، کارشناسی ارشد خود را در رشته جامعه‌شناسی عمومی و روانشناسی جامعه و سپس، دکترای خود را در رشته جامعه‌شناسی جهانی با گرایش جوامع روستایی ـ آموزشی دریافت داشت و نخستین کتاب خود را در تحلیل و انتقاد از طریقه رفرم تقسیم اراضی کشاورزی ایران در دهه چهل به نگارش درآورد.
- ژاکلین دردریان

ترانه‌سرا، و آهنگ‌ساز

### هنر نقاشی

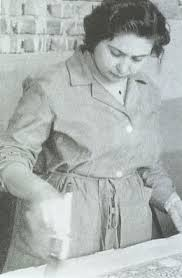
کلارا آبکار

- کلارا آبکار، نخستین زن مینیاتوریست ایرانی است.

کلارا آبکاریان از تبار ارمنیان، محله جلفای اصفهان در سال ۱۲۹۴ خورشیدی در تهران به دنیا آمد.
وی در هنرستان دختران آن زمان به عنوان هنرجویی ثبت نام نمود و پس از گذراندن دوره سه ساله هنرستان، وارد هنرستان عالی هنرهای زیبا شد.
او به نگارگری ایرانی (مینیاتور)، تذهیب، تشعیرسازی، گره‌چینی و نقاشی زیر لاکی می‌پرداخت و ۳۰۰ اثر هنری از خود به جای گذاشت و در مکتب اصفهان فعالیت داشت و اکثراً درکشیدن مراسم بزم مشهور است، که به سازمان میراث فرهنگی، صنایع دستی و گردشگری اهدا کرده‌است و اکنون در موزه سعدآباد قرار دارد. یکی از ویژگی‌های بیانی در تابلوهای آبکار وجود خط‌های روان و موسیقایی بودن آن هاست. این خصوصیت در تابلوی «باده عشق» به صورت بارز نمایان است. کاری که در آن خطوط ساختاری کامل دارند و مملو از موسیقی هستند در تابلوهای نگارگری ایرانی آبکار مناظر اسب سواری، طبیعت بی جان، گل‌ها، آرامگاه‌های عمر خیام، عطار و شیخ احمد و همچنین برج‌های فیروزآباد و علی‌آباد کاشان که تحت نظر سازمان ملی هنر و موزه‌ها می‌باشد از جایگاه ویژه‌ای برخوردارند.
- سونیا بالاسانیان

سونیا بالاسانیان در سال ۱۳۲۱ خورشیدی در اراک متولد شد.
سونیا بالاسانیان دانش آموختهٔ دانشگاه هنرهای زیبای فیلادلفیا است. از جمله فعالیت‌های او می‌توان به (پایه‌گذاری مرکز هنرهای تجربی ارمنستان، شرکت در بیش از بیست نمایشگاه در شهرهای مختلف از جمله نگارخانه‌های زروان تهران، سامان تهران، اگزیت آرت نیویورک، گالری لوتوس نیویورک، فرانکلین فرنس نیویورک، پارت انستیتو بروکلین، دوسالانهٔ ونیز و نمایشگاه گروهی نیویورک) اشاره کرد. بالاسانیان دارای ده جایزهٔ بین‌المللی از موزه‌ها و دانشگاه‌های فیلادلفیا و نیویورک طی ۱۹۶۸–۱۹۷۳ میلادی است. آثار وی هم‌اکنون در موزهٔ هنرهای معاصر ایران و موزهٔ مرکز هنرهای معاصر ارمنستان و شماری از مجموعه‌های شخصی در سطح جهان نگهداری می‌شود.
- هاسمیک نرسسیان

هاسمیک نرسسیان در سال ۱۳۰۸ خورشیدی در رشت متولد شد.
تحصیلات متوسطه را در کالج انگلیسی اصفهان با پایان رساند و هنر نقاشی را در آکادمی «گوندولا» فرا گرفت. سبک او «فیگوراتیو» مدرن است و زن‌های محلی ارمنی و طبیعت اطراف را بر بوم نقش می‌کند و نور در کارهایش نقش مهم دارد.

### هنر موسیقی

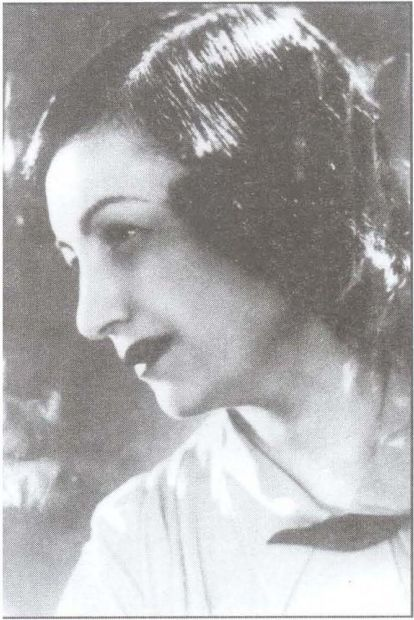
ساتنیک آقابابیان

- ساتنیک آقابابیان معروف به ساتو پری، نخستین خواننده اپرا زن ایرانی.

ساتنیک همچنین در زمینهٔ بازیگری نمایش و نمایشنامه‌نویسی نیز فعالیت داشته‌است. ساتنیک دانش آموختهٔ کنسرواتوار شارلتنبورگ برلین و کنسرواتوارهای سلطنتی مسکو، رم و فرانسه در رشتهٔ آواز، باله و نمایش بود. وی در ۱۳۰۶ خورشیدی اپرت (الههٔ جشن گل‌ها) را به نگارش درآورد و در ۱۳۰۷ خورشیدی سینما - تئاتر (پری) را در میدان مخبرالدوله پایه‌گذاری کرد. مادام پری را می‌توان نمادی از هنرمندان عرصهٔ نمایش ایران در آغاز سدهٔ اخیر و به ویژه، نمادی از نهضت هنری زنان آن دوره دانست.

### طراح پوشاک
- ادنا زینلیان در سال ۱۳۳۳ خورشیدی در تهران متولد شد.

ادنا زینلیان دوران ابتدایی را در مدرسهٔ هور و دبیرستان را در مدرسهٔ کوشش ـ مریم طی کرد و در سال ۱۳۵۱ خورشیدی وارد دانشگاه فرح پهلوی سابق (الزهرا) شد. زینلیان درخرداد ۱۳۵۵ خورشیدی فارغ‌التحصیل شد. وی جزو اولین گروه از دانش آموختگانی است که در مقطع کارشناسی موفق به اخذ مدرک طراحی لباس شده‌اند. اولین نمایشی که زینلیان به منزلهٔ طراح لباس در کارنامهٔ کاری خود دارد (نمایش مونتسرا)، نوشتهٔ «امانوئل روبلس»، به کارگردانی «محمد علی جعفری»، است. این نمایش در ۱۳۵۸ خورشیدی، در تالار وحدت، به روی صحنه رفت. در ۱۳۵۹ خورشیدی، سه نمایش مهم دیگر با طراحی لباس زینلیان به روی صحنه رفت؛ (فیزیک‌دان‌ها)، اثر «فردریک دورنمات»، به کارگردانی رضا کرم‌رضایی و (نمایش جانشین)، نوشتهٔ غلامحسین ساعدی، به کارگردانی ایرج راد، در تالار وحدت و (نمایش بوعلی سینا)، به کارگردانی «مصطفی اسکویی»، در تالار مجموعهٔ آزادی، به نمایش درآمدند. سال ۱۳۶۱ و ۱۳۶۲ خورشیدی، اوج فعالیت‌های طراحی لباس برای زینلیان بود؛ سیزده نمایش در ۱۳۶۱ خورشیدی و شانزده نمایش در ۱۳۶۲ خورشیدی. خانم زینلیان در ۱۳۶۳ خورشیدی، برای تدریس در دانشگاه الزهرا (فرح پهلوی سابق) که خود سال‌ها در آن دانش اندوزی کرده بود دعوت و هم‌زمان با طراحی لباس برای نمایش‌های صحنه‌ای، به تدریس در دانشگاه هم مشغول شد. نکتهٔ قابل توجهی که در طراحی‌های زینلیان به چشم می‌خورد تنوع گونه‌ها و سبک‌های اجرایی و همین‌طور شیوهٔ کارگردانی‌های متفاوت هنرمندانی است که با او کار کرده‌اند. با مروری بر نمایش‌هایی که از ۱۳۵۸ خورشیدی تاکنون به روی صحنه رفته و طراحی لباس آن‌ها را ادنا زینلیان انجام داده است می‌توان به اهمیت حضور ارزشمند او در سه دههٔ اخیر پی برد.

### رقص
- یلنا آودیسیان، بنیانگذاران هنر باله زنان در ایران

یلنا آودیسیان در سال ۱۲۸۸ خورشیدی در استانبول متولد شد و در سال ۱۳۷۹ خورشیدی در ایالات متحده آمریکا درگذشت. وی دانش‌آموخته «هنرستان باله اودسا» اوکراین بود. او در تهران و تبریز به تشکیل گروه‌های هنری و رقص باله، طراحی و اجرای باله براساس داستان‌های ایرانی و تدریس باله پرداخت.
- لی‌لی لازاریان، اولین طراح رقص در ایران

رقصندهٔ باله و طراح رقص‌های فولکلور، در تهران به دنیا آمد. وی دانش آموختهٔ کالج موسیقی و هنر رم بود. لازاریان هنرستان رقص فولکلور ایران و آموزشگاه رقص و موسیقی برای خردسالان پنج تا یازده سال را در تهران پایه‌گذاری کرد. از مهم‌ترین آثاری که وی طی ۵۴ سال فعالیت هنری لازاریان در داخل و خارج از کشور اجرا کرده می‌توان به (بالهٔ قلب مادر، اثر ایرج میرزا)؛ (بالهٔ یتیم، اثر پروین اعتصامی)؛ (بالهٔ تخت جمشید، با اجرای ارکستر سمفونیک)؛ و (بالهٔ وسوسهٔ شیطان) اشاره کرد.
- کارولین خدادیان، اولین زن ارمنی در رقص سماع

علاقه او به هنر خصوصاً هنر رقص و باله سبب شد تا وی از سه سالگی زیر نظر یلنا آودیسیان آموزش باله و رقص ارمنی ببیند. در ۱۱ سالگی به سبب علاقه به رقص کلاسیک ایرانی و ترکیب آن با باله پنج سال زیر نظر (کتایون کریمیان)، رقصنده باله آکادمی ملی باله پارس، به فراگیری این هنر ادامه داد. مدتی نیز زیر نظر مربی اسپانیایی به فراگیری رقص فلامنکو پرداخت. کارولین خدادیان دامنه رقص خود را گسترش داد و رقص سماع را نیز زیر نظر (فریبا آذرگون) آموخت. خدادیان بعدها با ترکیب نو آورانه رقص سماع و رقص فلامنکو، سبکی خاص از رقص را به نام (سماعمنکو) پدیدآورد.

نکتار پاپازیان
یلنا آودیسیان
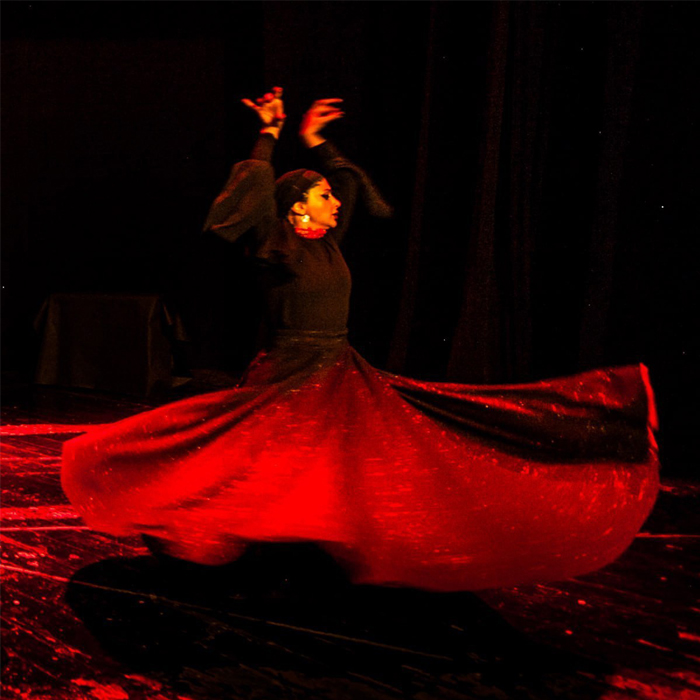
کارولین خدادیان

### معماری
- نکتار پاپازیان، اولین معماران زن ایرانی

نکتار پاپازیان در شهر اراک به دنیا آمد و بعد از گذراندن تحصیلات ابتدایی و متوسطه در تهران و گرفتن دیپلم ریاضی، به تحصیل در رشته معماری دانشگاه تهران پرداخت. پس از آن، پاپازیان، برای ادامه تحصیل عازم فرانسه شد و در دانشگاه بوزار پاریس به ادامه تحصیل پرداخت. وی در مدت ده سالی که در پاریس اقامت داشت، به کار در دفاتر معماری نیز مشغول بود. نکتار پاپازیان از جمله معماران زن ایرانی شرکت‌کننده در کنگره بین‌المللی زنان معمار در سال ۱۳۵۶ بود. آثار او عبارت اند از: (دانشگاه جُندی‌شاپور) (بخش‌هایی از دانشگاه تبریز) (طرح جامع تبریز) (گمرک آستارا) (دبیرستان جامع دانشگاه بوعلی همدان) (انستیتو مربیان حرفه‌ای کرج)

### مجسمه‌سازی-پیکره‌سازی
- اما آبراهامیان

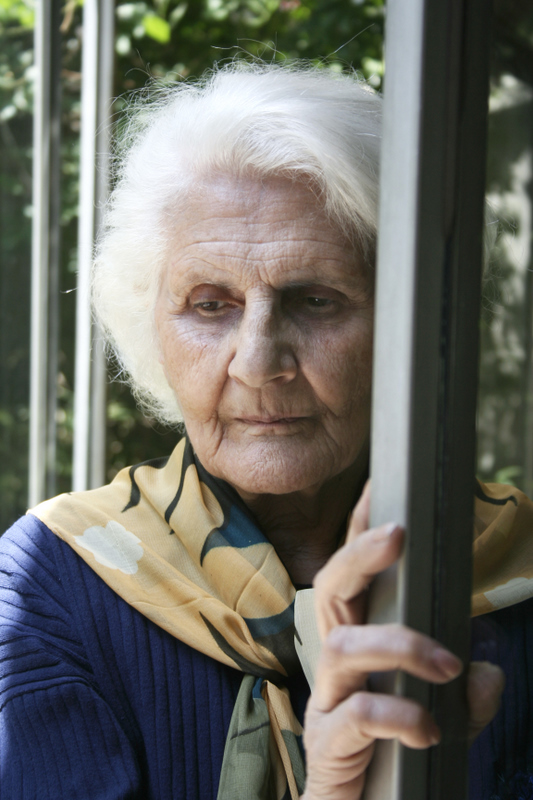
لیلیت تریان

آلنوش طریان در فیلم مستند به نام «سوی خورشید»

متولد ۱۳۰۱ خورشیدی در جلفای اصفهان. پیکره ساز و متخصص کنده کاری بر روی چوب. وی دانش آموختهٔ دانشکدهٔ هنرهای زیبای دانشگاه تهران و دانشگاه اکول ده بوزار پاریس است.
- لیلیت تریان، مادر مجسمه‌سازی ایران

مادر پیکره‌سازی مدرن ایران، در تهران به دنیا آمد. وی دانش آموختهٔ دانشگاه هنرهای زیبای بوزار فرانسه است. تدریس در دانشکدهٔ هنرهای زیبا دانشگاه تهران و دانشگاه آزاد اسلامی، پایه‌گذاری نخستین کارگاه ریخته‌گری برنز در دانشگاه هنرهای تزیینی، عضویت در کمیسیون نصب مجسمه‌ها و یادبودهای ایران (وزارت فرهنگ و هنر)، عضویت در هیئت داوران دو سالانهٔ مجسمه‌سازی تهران و شرکت در نمایشگاه استادان دانشگاه آزاد اسلامی از جمله فعالیت‌های طریان محسوب می‌شود.
آثار وی عبارت اند از: پیکرهٔ یپرم‌خان در محوطهٔ کلیسای مریم مقدس تهران و پیکرهٔ یادبود مسروپ ماشتوتس، در محوطهٔ کلیسای تارگمانچاتس مقدس تهران.

## نقش زنان ارمنی در علم

### استاد دانشگاه
- آلنوش طریان، مادر نجوم و بانوی اختر فیزیک ایران

آلنوش طریان تحصیلات پایه را در مدرسهٔ ارمنی‌ها و دوره دبیرستان را در دبیرستان انوشیروان دادگر زرتشتیان سپری کرد. او مدرک لیسانس خود را در سال ۱۳۲۶ خورشیدی از دانشگاه تهران دریافت کرد و همان‌جا به عنوان متصدی عملیات آزمایشگاهی دانشکده علوم استخدام شد. سپس برای بورس تحصیلی درخواست کرد ولی به دلیل زن بودن او، استادش، دکتر محمود حسابی، با این درخواست موافقت نکرد، بنابراین آلنوش طریان به خرج خانوادهٔ خود به دانشگاه سوربن رفت و سال ۱۳۳۵ خورشیدی (۱۹۵۶ میلادی) از آن دانشگاه مدرک دکترا گرفت. با وجود پیشنهاد استادی در دانشگاه سوربن، دکتر طریان با هدف خدمت به کشورش به ایران بازگشت و در دانشگاه تهران به عنوان دانشیار ترمودینامیک منصوب شد. او در سال ۱۳۳۸ خورشیدی برای شرکت در بورسیهٔ دولتی آلمان غربی در مطالعه رصدخانه خورشیدی انتخاب شد و پس از چهار ماه مطالعه به ایران بازگشت و در سال ۱۳۴۵ خورشیدی نقش عمده‌ای را در بنیان‌گذاری نخستین رصدخانه فیزیک خورشیدی در ایران ایفا کرد. خانم دکتر طریان در سال ۱۳۴۳ خورشیدی به مقام استادی در دانشگاه تهران رسید و نخستین شخصی بود که درس فیزیک ستاره‌ها (اختر فیزیک) را در ایران تدریس کرد.
- مانیا آقاجیانس

دکترای دامپزشکی از دانشگاه تهران در سال ۱۳۴۴ خورشیدی و استادیار دانشکده دامپزشکی دانشگاه تهران.
- کناریک بادالیان

دکترای شیمی آلی از دانشگاه مانین آلمان در ۱۳۴۴ خورشیدی و فوق لیسانس شیمی از دانشگاه مانین در ۱۳۴۱ خورشیدی و استادیار دانشکده شیمی دانشگاه صنعتی شریف.
- الیز ساناساریان

فوق لیسانس و دکترای علوم سیاسی از دانشگاه ایالتی نیویورک در بوفالو و متخصص حوزه‌های سیاست قومی تطبیقی، مطالعات زنان و توسعه بین‌المللی، سیاست تطبیقی است.
- ماریا باقرامیان

باقرامیان در سال ۱۹۸۳ در رشته فلسفه و انسان‌شناسی اجتماعی از دانشگاه کوئینز بلفاست فارغ‌التحصیل شده‌است. وی دکتری خویش را در رشته فلسفه منطق از کالج ترینیتی در سال ۱۹۹۰ کسب نموده‌است. زمینه‌های اصلی تحقیقاتی وی فلسفه زبان، نسبی‌گرایی، عقلانیت، فلسفه سده بیستم آمریکایی (پاتنم، دیویدسن، کواین)، عمل‌گرایی، فلسفه ذهن، علوم شناختی می‌باشند. باقرامیان بنیان‌گذار و رئیس "Society for Women in Philosophy (SWIP) – Ireland" در سال ۲۰۱۰ میلادی می‌باشد.
- هاسمیک ماردیروس پور

دکترای دندان پزشک از دانشگاه تهران در ۱۳۳۵ خورشیدی و دانشیار دانشکده علوم پزشکی تهران در رشته پروتزهای ثابت.
- آراکسیا میرزایانس

دکترای دامپزشکی از دانشگاه تهران در سال ۱۳۳۷ خورشیدی و استاد در گروه انگل‌شناسی حیوانی دانشکده دامپزشکی دانشگاه تهران.
- تالین منصوریان

سرپرست مدیریت سرمایه‌گذاری و کسب و کار شرکت ملی نفت ایران

### پزشکی

آنیک استپانیان

- هاسمیک هاراطونیان، نخستین زن جراح پلاستیک
- مریم اوهانجانیان، نخستین زن دندان‌پزشک ایران در شهر تبریز

مریم اوهانجانیان متولد ۱۸۹۳ میلادی در شهر شوشی، آرتساخ. وی در طول سال‌های جنگ جهانی اول در بیمارستان نظامی جبهه قفقاز خدمت می‌کرد. اوهانجانیان در سال ۱۹۱۰ میلادی به تبریز نقل مکان کرد و مطب خود را در آن شهر دایر کرد. وی به همراه دکتر خانم «نیره قاجار»، رئیس سازمان شیر و خورشید تبریز در امور خیریه همکاری داشت. مریم اوهانجانیان در سال ۱۹۷۹ میلادی درگذشت.
- آنیک استپانیان، نخستین زن دندان‌پزشک تهران

آنیک استپانیان در سال ۱۹۱۲ میلادی در تهران به دنیا آمد و پس از کسب تحصیلات ابتدایی در مدارس هایکازیان و ژاندارک، تحصیلات عالی خویش را در رشته دندانپزشکی پی گرفت و در سال ۱۹۴۱ میلادی فارغ‌التحصیل شد. آنیک استپانیان صاحب امتیاز و مدیر مدرسه خواهران روحانی کاتولیک و همچنین مدرسه دخترانه «ساهاکیان» بوده‌است. وی سال‌ها به عنوان رابط میان سازمان زنان ایران و انجمن خیریه زنان تهران به خدمت پرداخت و در ۱۹۶۵ میلادی از طرف این انجمن در کنفرانس حقوق زنان که در ایران برگزار گردید شرکت نمود.
- قایچوک وارطانیان، نخستین زن داروساز و دکترای داروسازی ایران در شهر تبریز

قایچوک وارطانیان در سال ۱۹۳۰ میلادی در تبریز به دنیا آمد. وی در سال ۱۹۵۴ میلادی از دانشکده داروسازی با دریافت دکترا در رشته داروسازی فارغ‌التحصیل شد. وی به مدت ۳۰ سال در سازمان درمانی دانشگاه علوم پزشکی تبریز مسئول داروخانه‌های بیمارستان‌های تابعه دانشگاه تبریز بود.
- جما مرادخانیان، نخستین زن متخصص زنان و زایمان ایران (زایمان بی درد)

جما مرادخانیان متولد ۱۹۲۶ میلادی در تبریز. وی فارغ‌التحصیل دانشکده پزشکی دانشگاه تبریز در سال ۱۹۵۳ میلادی (دکترای زایمانی بی درد) بود. وی در سال ۱۹۵۷ میلادی رئیس درمانگاه فرح پهلوی بود.
- ریما بابایان

ریما بابایان متولد ۱۹۳۱ میلادی در تبریز. وی فارغ‌التحصیل رشته مامایی از دانشگاه تبریز و به عنوان ناظم فنی بیمارستان رازی تبریز مشغول به کار شد.
- هاسمیک خاچاطوریان

هاسمیک خاچاطوریان متولد ۱۹۲۹ میلادی در تبریز. وی پس از گذراندن تحصیلات ابتدایی و متوسطه وارد دانشکده پزشکی دانشگاه تبریز شد و در سال ۱۹۵۵ میلادی از آن دانشگاه فارغ‌التحصیل شد. هاسمیک خاچاطوریان متخصص بیماری‌های عفونی و حدود ۹ سال در بیمارستان دانشگاه به عنوان استاد به کار پرداخت و از سال ۱۹۶۳ میلادی در تهران به مدت حدود ۳۰ سال سرپرست بهداری آموزشگاه‌های تهران بود.